# باري ميلر
باري ميلر (بالإنجليزية: Barry Miller) (29 مارس 1976 المملكة المتحدة - ) هو لاعب كرة قدم بريطاني يلعب كمدافع.

## روابط خارجية
- باري ميلر على موقع قاعدة بيانات كرة القدم.إي يو (الإنجليزية)
- باري ميلر على موقع Soccerbase.com (لاعب) (الإنجليزية)